# WinBUGS
WinBUGS ist eine Software, welche für Fragestellungen der bayesschen Statistik mit Hilfe der Monte-Carlo-Simulation verwendet wird.
Der Name WinBUGS setzt sich aus BUGS (Bayesian inference Using Gibbs Sampling) und Microsoft Windows als einzigem direkt kompatiblem Betriebssystem zusammen. WinBUGS ist aus diesem BUGS-Projekt heraus entstanden, das seine Ursprünge am Medical Research Council (Cambridge) und dem Imperial College London hat. WinBUGS wird nicht mehr weiterentwickelt; die Entwickler beschäftigen sich mit OpenBUGS aus dem gleichen Anwendungsgebiet. Die Softwareversion ist jedoch weiterhin stabil, beinhaltet eine grafische Benutzeroberfläche und Möglichkeiten für Monitoring und Konvergenz der Algorithmen. WinBUGS kann außerdem im Batchmodus betrieben werden oder von anderer Software aufgerufen werden. Es gibt Schnittstellen zu R, Microsoft Excel, SAS und MATLAB. Eine Analyse in WinBUGS besteht aus der Spezifizierung des Modells, Daten, Startwerten und dem Output. Üblicherweise wird alles in eine Datei zusammengesetzt.